# Liste der Naturdenkmale im Landkreis Hersfeld-Rotenburg
Die Liste der Naturdenkmale im Landkreis Hersfeld-Rotenburg nennt die Listen der 191 in den Städten und Gemeinden im Landkreis Hersfeld-Rotenburg in Hessen gelegenen Naturdenkmale.

## Liste
| Ort                     | Liste                                              | Anzahl der Naturdenkmale |
| ----------------------- | -------------------------------------------------- | ------------------------ |
| Alheim                  | Liste der Naturdenkmale in Alheim                  | 014                      |
| Bad Hersfeld            | Liste der Naturdenkmale in Bad Hersfeld            | 015                      |
| Bebra                   | Liste der Naturdenkmale in Bebra                   | 019                      |
| Breitenbach a. Herzberg | Liste der Naturdenkmale in Breitenbach a. Herzberg | 04                       |
| Cornberg                | Liste der Naturdenkmale in Cornberg                | 05                       |
| Friedewald              | Liste der Naturdenkmale in Friedewald (Hessen)     | 04                       |
| Hauneck                 | Liste der Naturdenkmale in Hauneck                 | 07                       |
| Haunetal                | Liste der Naturdenkmale in Haunetal                | 019                      |
| Heringen                | Liste der Naturdenkmale in Heringen (Werra)        | 02                       |
| Hohenroda               | Liste der Naturdenkmale in Hohenroda               | 08                       |
| Kirchheim               | Liste der Naturdenkmale in Kirchheim               | 0 5                      |
| Ludwigsau               | Liste der Naturdenkmale in Ludwigsau               | 06                       |
| Nentershausen           | Liste der Naturdenkmale in Nentershausen (Hessen)  | 011                      |
| Neuenstein              | Liste der Naturdenkmale in Neuenstein              | 011                      |
| Niederaula              | Liste der Naturdenkmale in Niederaula              | 04                       |
| Philippsthal            | Liste der Naturdenkmale in Philippsthal (Werra)    | 02                       |
| Ronshausen              | Liste der Naturdenkmale in Ronshausen              | 010                      |
| Rotenburg a. d. Fulda   | Liste der Naturdenkmale in Rotenburg a. d. Fulda   | 017                      |
| Schenklengsfeld         | Liste der Naturdenkmale in Schenklengsfeld         | 013                      |
| Wildeck                 | Liste der Naturdenkmale in Wildeck                 | 015                      |